# Lin Yanhan
Det här är en artikel om en person med kinesiskt personnamn; Lin är familjenamnet.
Lin Yanhan, född 1 augusti 2002, är en kinesisk konstsimmare. Hennes tvillingsyster Lin Yanjun är också en konstsimmare.

## Karriär
Vid VM 2025 i Singapore tog Lin silver i det tekniska parprogrammet tillsammans med sin tvillingsyster Lin Yanjun samt var en del av Kinas lag som tog guld i både det fria och akrobatiska lagprogrammet.